# Ochodaeus isoanalensis
Ochodaeus isoanalensis là một loài bọ cánh cứng trong họ Ochodaeidae. Loài này được Paulian miêu tả khoa học đầu tiên năm 1959.